# Тополин
Тополин (укр. Тополин) — село в Горинчовской сельской общине Хустского района Закарпатской области Украины.
Население по переписи 2001 года составляло 318 человек. Почтовый индекс — 90427. Телефонный код — 3142. Код КОАТУУ — 2125385605.